# Costa Serena
O Costa Serena é um navio de passageiros italiano operado pela Costa Crociere e construído pelos estaleiros da Fincantieri de Sestri Ponente, na região industrial de Gênova, Itália. É a segunda embarcação da Classe Concordia de cruzeiros depois do Costa Concordia e seguido pelo Carnival Splendor, Costa Pacifica, Costa Favolosa e Costa Fascinosa. Sua construção começou em fevereiro de 2005 e ele foi lançado ao mar em agosto do ano seguinte.
Após quase dez anos navegando pelo hemisfério ocidental, realizando temporadas principalmente na Europa, o Costa Serena foi transferido para a Costa Asia e passou a ficar baseado definitivamente no Oriente. Assim, desde junho de 2015 vem realizando cruzeiros a partir de portos na Ásia.
Com a venda do Costa Fortuna, o Costa Serena retornará para o Hemisfério Ocidental no final de 2026, realizando temporadas na América do Sul e Mediterrâneo.
O navio também deve passar por uma revitalização significativa em estaleiro antes de deixar o continente asiático. 
Antes, realizou duas temporadas na América do Sul. Na primeira, entre o final de 2010 e os primeiros meses de 2011, realizou embarques em Santos e Rio de Janeiro e roteiros para o nordeste brasileiro. 
Já a segunda e última, aconteceu entre o final de 2012 e o começo de 2013. Nessa estação, embarcou passageiros em Buenos Aires para roteiros rumo ao Brasil.

## Construção
O navio de carreira foi construído pelo estaleiro Fincantieri em Gênova, Itália. Costa Concordia, assim como todos os navios da Costa Crociere adota os padrões "R.I.N.A. Green Star" que o colocam como "Clean Sea" e "Clean Air". Ele adotou rígidas especificações em suas operações com o objetivo de proteger o meio ambiente, mantendo o ar e o mar limpo.

## Instalações
A classe Concordia possui navios de cruzeiro voltados para a diversão, esporte e descanso. O navio dispõe de cinco restaurantes e um teatro, treze bares, além de outras facilidades como biblioteca, quatro piscinas, cassino, salas para reuniões, capela, academia de ginástica e pista para caminhadas.
O Costa Serena passará por uma revitalização, no fim de 2025, recebendo novos restaurantes e atrações.